# Мачутадзе, Айше Хайдаровна
Айше Хайдаровна Мачутадзе (1929 год, село Чаисубани, АССР Аджаристан, ССР Грузия — 2000 год, село Хуцубани, Кобулетский муниципалитет, Аджария, Грузия) — колхозница колхоза имени Сталина Батумского района, Аджарская АССР, Грузинская ССР. Герой Социалистического Труда (1949).

## Биография
Родилась в 1929 году в крестьянской семье в селе Чаисубани Батумского района. В послевоенные годы трудилась на чайной плантации в колхоза имени Сталина Батумского района.
В 1948 году собрала 6280 килограммов сортового чайного листа на площади 0,5 гектаров. Указом Президиума Верховного Совета СССР от 29 августа 1949 года удостоена звания Героя Социалистического Труда за «получение высоких урожаев сортового зелёного чайного листа и цитрусовых плодов в 1948 году» с вручением ордена Ленина и золотой медали «Серп и Молот» (№ 4505).
Этим же указом званием Героя Социалистического Труда была награждена труженица колхоза имени Сталина Сабрие Ахмедовна Мачутадзе.
В последующем переехала в село Хуцубани, где трудилась в местном колхозе «Мехаед» Кобулетского района. С 1986 года — персональный пенсионер союзного значения. Умерла в 2000 году.